# Epitaf Jindřicha Vachtla z Pantenova

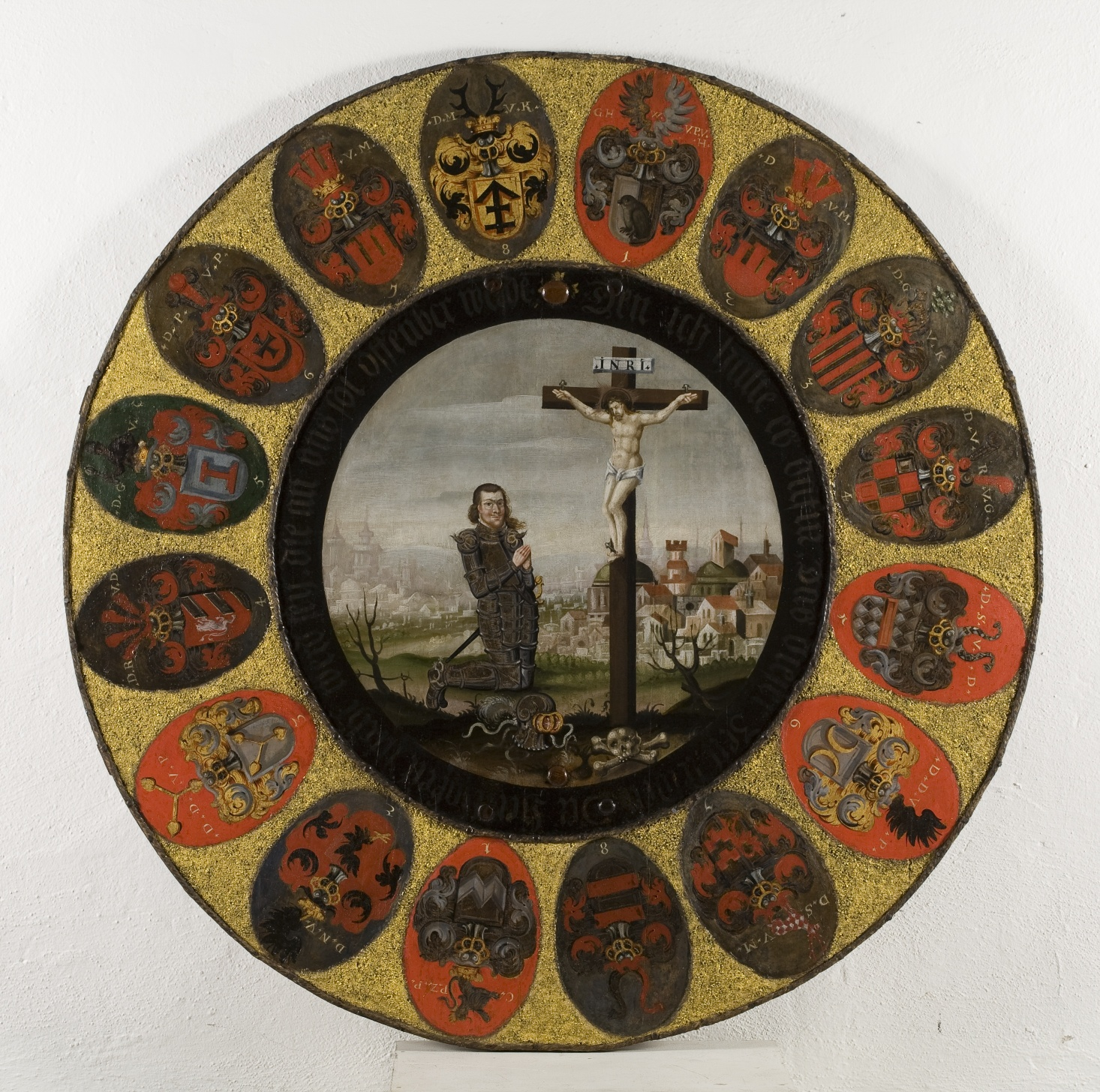
Anonymní slezský malíř: Epitaf Jindřicha Vachtla z Pantenova

Epitaf Jindřicha Vachtla z Pantenova je kruhový epitaf ze sakristie farního kostela Neposkvrněného početí Panny Marie ve Velkých Heralticích. Daroval jej v roce 1918 zemskému muzeu v Opavě August hrabě Bellegarde. Dnes je ve sbírce výtvarného umění Slezského zemského muzea. Jde o malbu olejem na dřevěné desce o průměru 128 cm. Lze ji datovat do doby po roce 1628, kdy zemřel Jindřich Vachtl z Pantenova, kterému je přisuzován.

## Popis

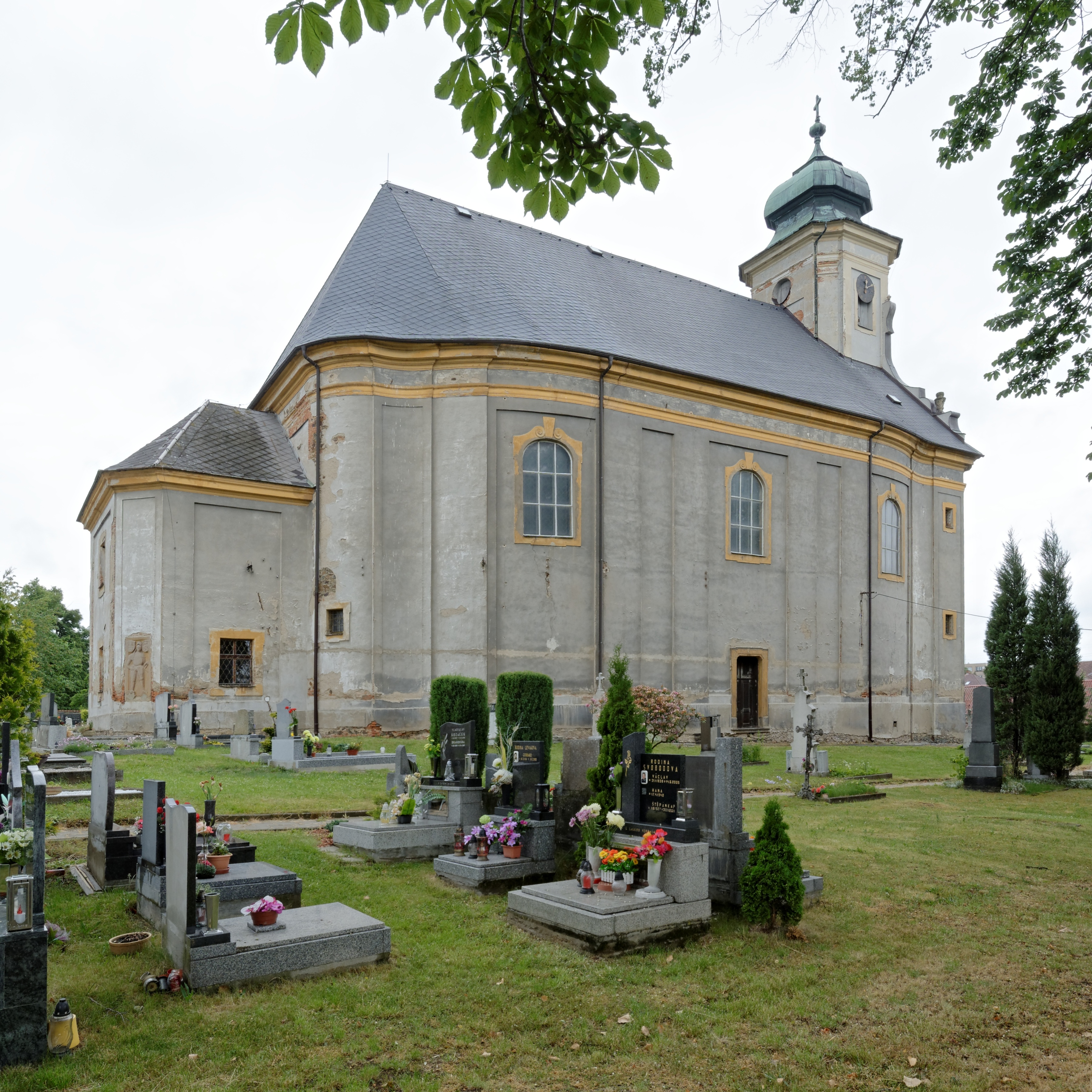
Kostel Neposkvrněného Početí Panny Marie ve Velkých Heralticích

Kolem centrálního obrazu obíhá nápis světlešedou frakturou na černém podkladě, který je narušen několika hřeby a Karel Müller ho čte jako „Den ich hatte es dafür das dieser Zeit /…/ werd sey die an uns sol offenbar werde.“ 
Epitaf byl kvůli svému kruhovému tvaru, neobvyklému na území českého Slezska, dříve mylně považován za pohřební štít. Jak popisuje Karel Müller, centrálním nápisem lemovaný motiv představuje klečícího prostovlasého rytíře v plné zbroji, s kordem se zlatým jílcem u pasu a s ostruhami na nohou, adorujícího Ukřižovaného. U nohou rytíře spočívá turnajská přilba ozdobená jedním bílým pštrosím perem, v patě kříže lebka se dvěma zkříženými hnáty. Hnědá půda se dvěma suchými rozeklanými stromy v popředí přechází do zatravněné krajiny s výhledem na město, jehož jednotlivé chrámy a další budovy jsou detailněji propracovány pouze za krucifixem, zatímco vzdálenější část za adorantem je již jen naznačena. Jde nepochybně o ideální a poněkud schematické zobrazení Golgoty v pozadí s Jeruzalémem, mající vzor v nějakém starším dřevorytu. Jarmila Vacková považuje za grafickou předlohu k figuře trpícího Krista list B4 Albrechta Dürera.

## Heraldická výzdoba
Epitaf zaujme především díky heraldické výzdobě na lemu ústředního výjevu. Erby doprovázené iniciálami čte Karel Müller následovně (shora, po směru hodinových ručiček – řada A):
1. V modro-stříbrně polceném štítě křepelka přirozené barvy. Modrostříbrná točenice. Klenot: rozevřená křídla, stříbrné a modré křídlo. Přikryvadla: modro-stříbrná. Iniciály G.H.W.V.P.V.H. (GEORG HEINRICH WACHTEL VON PANTHENAU VATER HEINRICHS – otec Jana Jindřicha byl Jiří Jindřich Vachtl z Pantenova)
2. Ve stříbrném štítě červená hradba se třemi věžemi. Zlatá helmovní korunka. Klenot: figura ze štítu. Přikryvadla: červeno-stříbrná. Iniciály .D /P./V.M. (DIE POGREL VON MICHELAU Pogarel z Michalova).
3. V červeném štítě tři stříbrné kůly. Klenot: stříbrná kráčející ovce před zeleným stromem. Přikryvadla: červeno-stříbrná. Iniciály .DG.V.K. (DIE GOTSCH VON KINAST – Goč z Kynast).
4. Stříbrno-červená šachovnice. Klenot: dva kotouče, červený a černý, z nichž vynikají pštrosí pera opačných barev. Iniciály .D.V.R.V.G. (DIE VON REIDELBURG V … G … – Reideburg).
5. Ve stříbrno-modře routovaném štítě červené břevno. Modro-stříbrná točenice. Klenot: stříbrno-modře routované buvolí rohy. Přikryvadla: modro-stříbrná. Iniciály .D.S.V.D. (DIE SCHELLENDORF VON DOMANTZE Šelendorf z Domance).
6. V modrém štítě dva odvrácené zlaté půlměsíce. Modro-zlatá točenice. Klenot: černé křídlo. Přikryvadla: modro-zlatá. Iniciály .D.D.V.P. (DIE DZÜRCHAU VON PANTHENAU Cyrch z Pantenova).
7. Polcený štít, vpravo ve stříbrném poli půl červené orlice, vlevo ve stříbrném poli dvě červená cimbuřová břevna. Červeno-stříbrná točenice. Klenot: červeno-stříbrně routovaný jelen. Přikryvadla: červeno-stříbrná. Iniciály .D.S.V.M. (DIE SCHENK VON MARSCHWITZ – Šenk z Maršovic).
8. Červeno-stříbrně třikrát dělený štít. Červeno-stříbrná točenice. Klenot: buvolí rohy, červený a stříbrný. Přikryvadla: červeno-stříbrná. /bez iniciál/ (Rejbnic).

Pokračuje dalších osm samostatně číslovaných erbů (řada B):
1. Ve stříbrném štítě modré, třikrát zalomené břevno. Zlatá helmovní korunka. Klenot: vyrůstající korunovaný černý lev. Přikryvadla: modro-stříbrná. Iniciály C.P.Z.P. (CATHARINA POSADOWSKY ZU POSTELWITZ – matka Jana Jindřicha byla Kateřina Posadovská z Poslovic).
2. V červeném štítě zlatý, černě okřídlený orlí spár. Zlatá helmovní korunka. Klenot: figura ze štítu. Přikryvadla: černo-červená. Iniciály D.N.V. (DIE NAWOY VON … – Návoj /z Dulního ?/).
3. V modrém štítě zlatý leknínový trojlist. Klenot: figura ze štítu. Přikryvadla: modro-zlatá. Iniciály .D.D.V.P. (DIE DLUGOMIL VON PROSKAU – Dluhomil z Pruskova).
4. Polcený štít, vpravo v červeném poli doleva obrácený stříbrný dvouocasý lev ve skoku, levé pole pětkrát červeno-stříbrně šikmo děleno. Klenot: sedm pštrosích per, střídavě stříbrné a červené. Přikryvadla: červeno-stříbrná. Iniciály .D.R.V.D. (DIE ROTHENBURG VON DRENTTKAU ? – Rottenburg).
5. V modrém štítě červený antonínský kříž. Zlatá helmovní korunka. Klenot: vyrůstající muž v brnění s přilbou a s buzikánem ve zdvižené pravici, vše přirozené barvy. Přikryvadla: modro-červená. Iniciály .D.G.V.C. (DIE GURETZKY VON CORNITZ – Gurecký (Kloch ?) z Kornic).
6. V červeném štítě stoupající půlměsíc, nad ním stříbrný křížek. Červeno-stříbrná točenice. Klenot: tři pštrosí pera, červené mezi stříbrnými. Přikryvadla: červeno-stříbrná. Iniciály .D.P.V.P. (DIE PETROWSKY VON PETROWITZ – Petrovský z Petrovic).
7. Ve stříbrném štítě červená hradba se třemi věžemi. Zlatá helmovní korunka. Klenot: figura ze štítu. Přikryvadla: červeno-stříbrná. Iniciály .V.M. (buď VON MICHELAU – z Michalova jako A 2 nebo VON MEISINGER – Meisinger).
8. Ve zlatém štítě černá střela se dvěma příčnými břevny. Zlatá helmovní korunka. Klenot: černé jelení parohy. Přikryvadla: černo-zlatá. Iniciály .D.M.V.K. (DIE MOKRSKY VON KOTTULIN – Mokrský z Kotulína).[2]

Tento heraldický celek představuje ojedinělý genealogický vývod zemřelého, tzv. vývod na šestnáct předků, tedy celkem čtyři generace předků. V souvislosti s objednavatelem, ale i vzhledem k anonymnímu tvůrci tohoto epitafu můžeme tuto malbu jistě spojit právě s Opavskem či s přilehlým Opolsko-Ratibořskem. Epitaf v roce 2009 restaurovala Romana Balcarová, v roce 2011 byl představen na výstavě Slezského zemského muzea nazvané Paměť Slezska a v současné době (červen 2015) je k vidění v expozici Encyklopedie Slezska v historické výstavní budově Slezského zemského muzea.